# Saturn (Chequers Bridge)
Saturn is een historisch Engels merk van motorfietsen.
De bedrijfsnaam was Williams & James (Engineers) Ltd., Chequers Bridge, Gloucester
Williams & James produceerden in 1925 en 1926 een klein aantal 346 cc eencilinders met eigen tweetaktmotoren.